# フジグラン川之江
フジクラン川之江（フジグランかわのえ、英称:Fuji GRAND KAWANOE）とは、かつて愛媛県四国中央市妻鳥町に所在した、フジが展開するショッピングセンターである。

## 概要
1994年9月14日にオープンした。開業時の店舗面積98百㎡で、宇摩地区最大のスーパーであった。
1999年11月18日にジャスコ川之江ショッピングセンター（現：イオンタウン川之江）が開業すると、2000年11月23日には専門棟と別館を新設し増床リニューアルを実施。店舗面積は開業時からほぼ2倍の1万9,483㎡となった。建物は主に本館・別館・飲食棟・専門店棟・スポーツクラブ棟の5つの施設で構成され、屋上は駐車場となっている。
建物のオーナーとの賃貸借契約満了に伴い、2024年4月30日をもって閉店した。当店近隣の四国中央市妻鳥町にあるイオンタウン川之江内の食品スーパーであるフジ四国中央店と、同市川之江町にあるフジ川之江店が実質的な後継店となる。

## 主なテナント
※当店の閉店を理由に、2024年4月30日以前に撤退したテナントも含む。
- ハニーズ
- ミモザビーンズ
- 三番街三協
- MAMAIKUKO
- ヒマラヤスポーツ
- ヒヨシヤ
- アパマンショップ

## 周辺
- イエローハット川之江店
- ミスタータイヤマン
- レデイ薬局川之江店
- ブックマーケット川之江店
- スズキ販売四国中央
- 理容プラージュ川之江店
- ほっかほっか亭川之江バイパス店
- カーコンビニ倶楽部
- アミューズメントゾーン・センチュリー
- 今村歯科医院

## 交通アクセス
- JR予讃線伊予三島駅からせとうちバス川之江営業所行き・新宮行き・霧の森行きで13分、妻鳥中上で下車後、徒歩5分。

## 四国中央市にあるショッピングセンター
- イオンタウン川之江 - 同じイオングループのイオンタウンが運営。フジ自身も直営の食品スーパーを出店しており、事実上の後継店。